# マツダ・トヨタ・マニュファクチャリング・U.S.A.
マツダ・トヨタ・マニュファクチャリング・U.S.A.（Mazda Toyota Manufacturing, U.S.A., Inc., 略称: MTMUS）は、トヨタ自動車とマツダがアメリカに合弁で設立した自動車の製造会社である。所在地はアラバマ州・ハンツビル。2021年9月に操業を開始した。

## 概要
2017年8月、トヨタ自動車とマツダは資本業務提携を結び、その一環としてアメリカで生産合弁会社を設立することで合意した。両社は2018年1月に工場建設地をアラバマ州ハンツビルに選定し、同年3月に折半出資でMTMUSを設立した。投資額は当初は16億ドルと発表されたが、その後増額され、計23億ドルとなった。2021年9月、操業を開始した。
年間生産能力はトヨタとマツダがそれぞれ15万台ずつの計30万台である。ハンツビルがアメリカの宇宙開発計画の発祥の地であることにちなみ、2つの生産ラインはそれぞれ「アポロ」と「ディスカバリー」と命名された。

## 生産車種
- トヨタ・カローラクロス[注釈 1]（2021年[5] - ）
- マツダ・CX-50（2022年[8] - ）